# Mimosybra bimaculata
Mimosybra bimaculata är en skalbaggsart som beskrevs av Stefan von Breuning 1973. Mimosybra bimaculata ingår i släktet Mimosybra och familjen långhorningar.
Artens utbredningsområde är Filippinerna. Inga underarter finns listade i Catalogue of Life.